# The Grimy Awards
Albums de Ill Bill
Heavy Metal Kings
(2011)
The Grimy Awards est le quatrième album studio d'Ill Bill, sorti le 26 février 2013. 
L'album s'est classé 39e au Top Heatseekers et 75e au Top R&B/Hip-Hop Albums.

## Liste des titres
| No  | Titre                                                  | Contient un (des) sample(s) de                                                          | Durée |
| --- | ------------------------------------------------------ | --------------------------------------------------------------------------------------- | ----- |
| 1.  | What Does it All Mean?                                 | Huascaran I de Fermáta                                                                  | 1:48  |
| 2.  | Paul Baloff                                            |                                                                                         | 3:03  |
| 3.  | I Don't Know How Long it's Gonna Last (Skit)           |                                                                                         | 0:34  |
| 4.  | Acceptance Speech (featuring A-Trak)                   |                                                                                         | 3:54  |
| 5.  | Truth                                                  |                                                                                         | 3:59  |
| 6.  | Exploding Octopus                                      |                                                                                         | 3:51  |
| 7.  | Forty Deuce Hebrew (featuring H.R.)                    | Dance Girl des Rimshots Daytona 500 de Ghostface Killah featuring Raekwon et Cappadonna | 4:52  |
| 8.  | How to Survive the Apocalypse                          |                                                                                         | 3:16  |
| 9.  | Vio-Lence (featuring Shabazz the Disciple et Lil Fame) |                                                                                         | 3:46  |
| 10. | Acid Reflux                                            |                                                                                         | 3:23  |
| 11. | L'Amour East (featuring Meyhem Lauren et Q-Unique)     |                                                                                         | 4:04  |
| 12. | Power (featuring O.C. et Cormega)                      |                                                                                         | 3:19  |
| 13. | When I Die (Remix) (featuring Tia Thomas)              |                                                                                         | 4:22  |
| 14. | Severed Heads of State (featuring El-P)                |                                                                                         | 3:06  |
| 15. | 120% Darkside Justice (featuring Jedi Mind Tricks)     |                                                                                         | 3:29  |
| 16. | Canarsie High                                          |                                                                                         | 3:13  |
| 17. | World Premier                                          |                                                                                         | 4:19  |

| 18. | Acid Reflux (Stu Bangas Remix) | 2:59 |